# Crémenes
Crémenes es un municipio y villa española de la provincia de León, en la comunidad autónoma de Castilla y León. Cuenta con una población de 512 habitantes (INE 2024).
El término municipal, atravesado por el río Esla, limita con Valbuena del Roblo al norte, Las Salas al noreste, Argovejo al este, Villayandre al sur, Pico Relance al oeste y Corniero al noroeste.

## Naturaleza

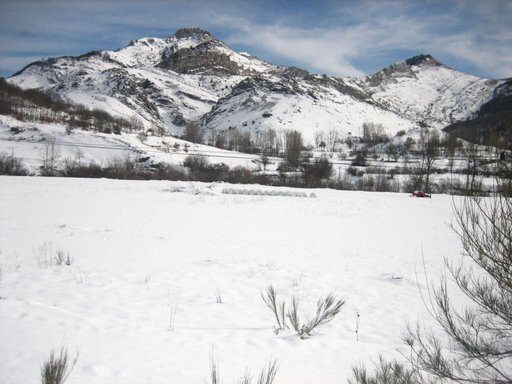
Paisaje nevado (Crémenes)

Roble y haya son los árboles que con mayor frecuencia forman bosque, pero destaca especialmente el sabinar de Crémenes, uno de los más occidentales de Europa. El sabinar existente en los alrededores de Crémenes y en los pueblos vecinos es de gran interés botánico. 
El Monte el Jardín y Aviao tienen robles centenarios y bosque de haya. 
Los grandes apartados a considerar son sus bosques, matorrales y prados.
Nuestros bosques de la España atlántica, de transición y mediterráneos, incluyen los mayores hayedos y robledales de Castilla y León, abedulares, encinares, sabinares, rebollares y pinares, lo cual, junto con la gama de pisos vegetales, se ha invocado como valor natural; pero el paisaje refleja su explotación milenaria.
En la montaña leonesa muestra su superficie forestal y distingue las arboledas, matorrales, pastizales y prados. Los prados ocupan áreas bajas ganadas al bosque, como vegas y pies de laderas. Y el pastizal bajo la campera se extiende desde los pueblos por el tramo medio de las vertientes a costa de bosque, y cortándolo a veces hasta enlazar con el pastizal de altitud de los puertos.
Mirando a un legado del pasado se nota un espacio agrario tradicional; los prados son de propiedad privada, para pasto por tipos de ganado. Las camperas, cerca de los pueblos, se destinaban a yuntas (boyerías). El vacuno de recría pastaba en camperas lejanas, hasta el pie de los puertos, aprovechados, más en el pasado, por el ganado ovino, merinas, el caprino y el equino. La malla vegetal se concertaba con el pastoreo de turnos, o veceras, por tipos de ganado.
No es el caso aquí de hacer un estudio del ambiente, sino, más bien, de presentar tímidamente la flora del entorno de Crémenes. Los hayedos merecen una primera mención, generalmente encontrados en las umbrías, y en substrato calizo o silíceo. Entre las hayas (Fagus sylvatica) se intercalan árboles o corros de roble albar (Quercus petraea), abedul (Betula celtiberica), argomeno (Sorbus aucuparia), arce (Acer pseudoplatanus) y llamera (Ulmus glabra). Con talla arborescente abundan el acebo (Ilex aquifolium), el mostajo (Sorbus aria) y el tejo (Taxus baccata). En el matorral abunda el brezo (Erica australis), arándano (Vaccinium myrtillus), escoba (Genista florida) y el piorno (Cytisus purgans). También el verdemonte (Daphne laureola) y gayuba (Arctostaphilos uva ursi). Entre los arbustos son comunes los avellanos (Corylus avellana) y frambuesos (Rubus ideaus).
Se distinguen los robles albares, formando bosques diferenciados, que son apreciados por su madera. Además del Quercus robur merecen mención los rebollares (Quercus pyrenaica) en los que se solapan bosques con tallares tupidos arborescentes y con estolones en solanas silíceas. Entre ellos crece la escoba y el piorno, el brezo y la zarza. Hablando de los robles conviene distinguir dos especies, las carballeras o cajicas y los melojares. Las carballeras contienen árboles de corteza oscura y de porte robusto. Crecen lentamente y pueden tener una larga vida, más de 800 años; quizás por ello el dicho popular ¨tiene una salud de roble¨. El pinar silvestre de (Pinus sylvestris) es muy reducido al presente. Están en fase de repoblación junto con el laricio (Pinus nigra) desde los años 1950. Los retoños del pinar de la Corona se plantaron en la primavera-verano del año 1949. Al sabinar (Juniperus thurifera) y enebro (Juniperus communis) o Rhummus alpina, les corresponden todos los honores en Crémenes y se le dedica un capítulo breve aparte. (Ver arriba)
Se dice que el monte se está comiendo al pueblo. Es el arbusto de valor ecológico dispar, a él pertenecen los brezales, los escobales y tojales de leguminosas nitrificantes. La expansión del matorral se produce a costa del pasto; los escobales desplazan a las camperas y los tojales ocupan los puertos junto con los brezales. Los escobales, por su altura (hasta de 3 m) y su densidad resultan impenetrables y sus masas cierran el paso al ganado, dificultando el pastoreo. Crémenes está viendo la solución en el desbroce mecánico, en lugar de quemas. Se vienen limpiando docenas de ha en su primera fase con resultado esperanzador y más estético.
Siempre al paso está la zarza (Rosa canina) cuyo fruto es el cinorrodón (vocablo griego, kun, nos = perro y rodon, ou= rosa). Dicha fruta después de la caída de la hoja y bien entrados en los rigores invernales sobresale por su color rojizo; es más comúnmente conocida como escaramujo o garabita o tapaculos. Cuando está bien madura hasta las aves se nutren de ella. Es rica en vitamina C. Las hierbas del prado y el pastizal tienen un crecimiento limitado por el frío el período de mayo-octubre y por el agostamiento de algunas solanas. Las gramíneas y las leguminosas son la base del heno, destacando las espiguillas, ballicos, y dáctilos (géneros Bromus, Poa, Lolium, Dactylis) junto con los tréboles y arvejacas (Trifolium y Vicia).
De abajo arriba en altitud, Crémenes y su entorno es como un anfiteatro natural conformando un paisaje vegetal compuesto por la vega, el prado, la campera, el bosque, el puerto, la peña y los picos. A cada altura crecen en distintos periodos del año otras plantas, a las de la huerta les debemos nuestro devenir, y las florísticas nuestra poesía y triunfo. A tal variedad se las dedicará otra breve página aparte. Algo más se comentará a propósito de la hierba y los cardos; las setas como la Calocybe gambosa de primavera, más conocida como de San Jorge (23 de abril) o harinera o perro-chico, perretxico (Vasc.); los tallos, y las endrinas, sin menoscabo del romero, el orégano, el tilo, el té de la peña, el poleo, el berro etc.., de las ulagas y gatuñas..., de juncos y llapazos..., y todavía no se ha mencionado a algún árbol frutal, o vegetal hortícola...(De las manzanas hacen buena sidra en casa de Joselito y los hijos de Fernando/Cesaria Q.E.D. tiene buenas muestras). Y andando por el monte en verano uno se topa con ricos arándanos y frambuesas, moras y dulces fresas silvestres. El chopo y la salguera son parte del paisaje.

## Historia y patrimonio
La mayor parte del término municipal pertenece al Parque Regional de Riaño y Mampodre (hasta octubre del 2019 Parque regional de Picos de Europa) en el que se han encontrado el mayor número de lápidas vadinienses (once en total). Algunos autores opinan que aquí pudo estar situada Vadinia, importante ciudad celta, citada frecuentemente por historiadores y geógrafos durante las guerras cántabro-romanas. La Corona, altozano al lado del pueblo, nos indica un posible asentamiento de origen romano.
La iglesia parroquial antigua, desde hace años fuera de uso religioso, fue construida en el siglo XIV y en ella destacan las imágenes de la Virgen y San Miguel. Esta última procedía, junto con un cordobán, del desaparecido pueblo de San Miguel de las Fuentes, situado a unos 2 km en dirección a Las Salas. Ambas tallas fueron trasladadas a la nueva iglesia, acabada de construir en 1949 a expensas del hijo del pueblo Don Juan Guereño. Este templo está construido con piedras de sillería y mampostería. En su interior la cúpula posee bellas pinturas al fresco, obra de Santiago Eguiagaray. La cubierta y parte de los muros de la iglesia antigua, usada como establo y corral de gallinas, se derrumbó en mayo de 2015.
Otros picos, como el de Aguasalio (perteneciente a Villayandre), Las Pintas y Remanganes, así como caminos y senderos en dirección a pueblos limítrofes, Argovejo, Villayandre, Corniero, Las Salas, Valdoré etc., son de alto valor paisajístico, ricos por su flora y fauna y muy aptos para el senderismo, caza y pesca. En dirección a Villayandre se puede observar restos de una calzada romana que sigue el curso del río Esla por el valle y vegas del antes llamado Alión.

## Demografía
Cuenta con una población de 512 habitantes (INE 2024).
| Gráfica de evolución demográfica de Crémenes entre 1842 y 2021 |
| |
| Población de derecho según los censos de población del INE. Población de hecho según los censos de población del INE. En 1974 crece el término del municipio porque incorpora a Salamón. |

## Comunicaciones
Para llegar a Crémenes desde León, puede hacerlo por Boñar y Sabero, aunque normalmente se llega por Mansilla de las Mulas.
Desde Asturias a través del puerto de San Isidro o Tarna (la comunicación con Riaño se hace a través del puerto de Las Señales).
Desde Cantabria por el puerto de San Glorio.
Desde Palencia hasta Guardo por Cistierna o hasta Guardo por Boca de Huérgano-Riaño.
Desde Madrid por la autovía hasta Villardefrades; de aquí se viene por Medina de Rioseco hasta Mansilla.
En autobús se viene con la empresa Alsa, que llega directo a Crémenes.
También en tren se puede llegar hasta Cistierna, y desde allí hasta Crémenes hay otros 15 km.